# Constantino II de Bulgaria

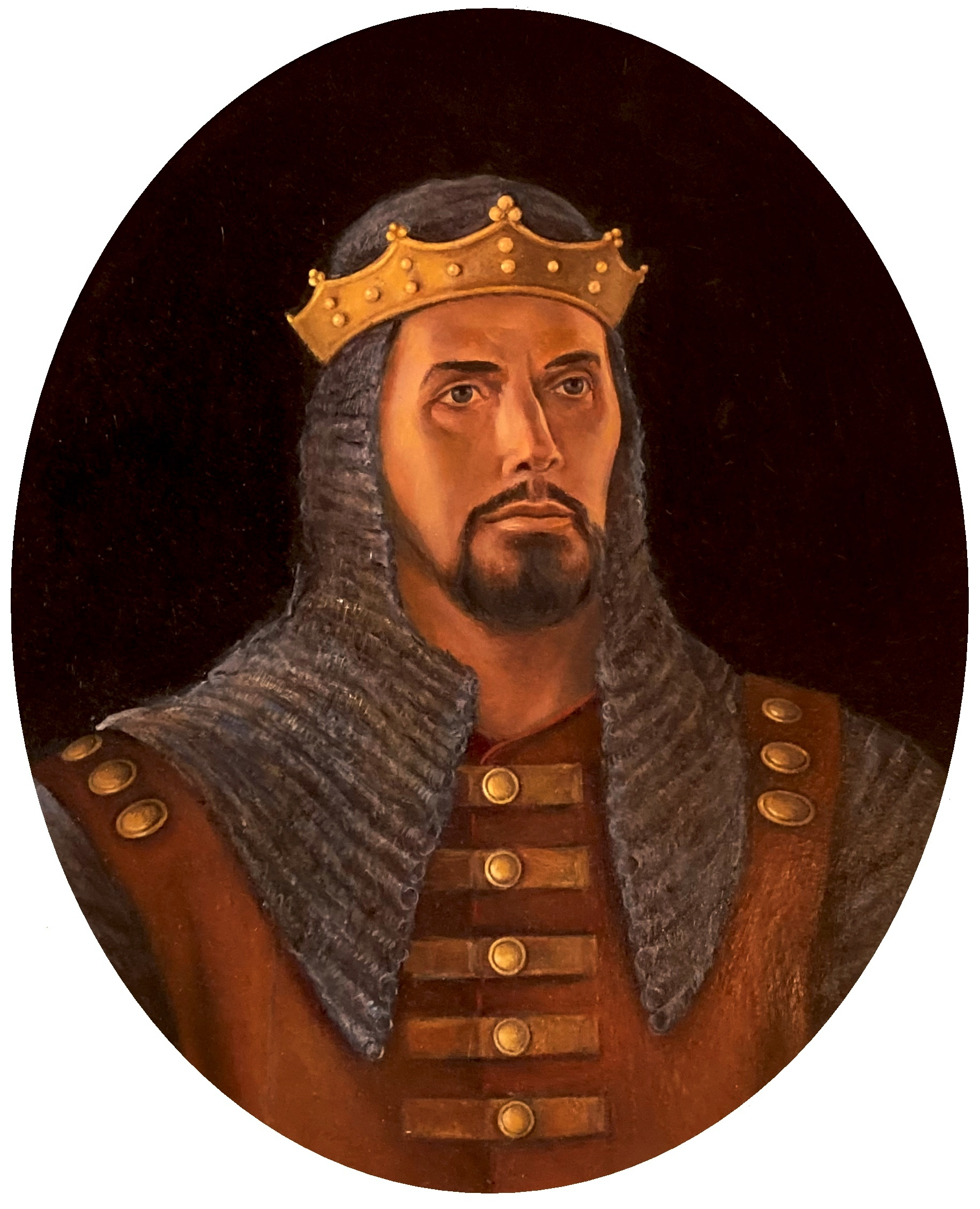
Retrato de Constantino II de Bulgaria. Pintura de un artista anónimo del. Galería de Arte de Sofía.

Constantino II (en búlgaro: Константин II, Konstantín II), gobernó como emperador (zar) de Bulgaria en Vidin de 1397 a 1422. Nació en el año de 1370, y murió en el exilio en la corte de Serbia el 17 de septiembre de 1422. (Constantino II reclamó el título de emperador de Bulgaria y fue aceptado como tal por los gobiernos extranjeros, pero a menudo es omitido de la lista de los gobernantes de Bulgaria.)

## Vida
Constantino Asén II fue el hijo de Iván Esratsimir de Bulgaria y Ana, hija del príncipe Nicolás Alejandro de Valaquia. Fue coronado coemperador por su padre en o antes de 1395, cuando fue enviado en una misión a la antigua capital búlgara de Veliko Tárnovo. 
No se sabe casi nada sobre Constantino II después de la detención de su padre y su encarcelamiento por el sultán Beyazid I en 1397. El territorio de Vidin, o al menos algunas partes de ella, parecen haber permanecido bajo el dominio de Constantino II casi hasta su muerte en 1422. 
Junto con su primo Fruzhin, un hijo de Iván Shishman, Constantino II aprovechó el interregno otomano para proponer una revuelta anti-otomana en el noroeste de Bulgaria. Constantino II también realizó una alianza con el príncipe serbio Esteban Lazarević y el príncipe de Valaquia Mircea I. La rebelión anti-otomana duró media década (1408-1413) y se extendió a gran parte de Bulgaria hasta que los rebeldes fueron derrotados por el sultán otomano Musa. 
Los búlgaros intentaron compensar sus pérdidas por ponerse del lado del hermano y rival de Musa el sultán Mehmed I, pero la victoria de este último hizo poco para mejorar su situación. Después de la victoria Mehmed I en 1413, Constantino II pasó parte de su vida en Hungría y Serbia. Sus últimas posesiones en Bulgaria se anexaron en 1422, y poco después Constantino II murió en la corte de Serbia el 17 de septiembre de 1422. 
Constantino II fue el último emperador de Bulgaria, y su muerte en 1422 marca el fin del Segundo Imperio búlgaro. La conquista otomana había comenzado en serio medio siglo antes, en 1369, y la dominación otomana duraría hasta 1878.